# Softball-Europameisterschaft
Die Softball-Europameisterschaft ist ein internationales Softballturnier zwischen Nationalmannschaften. Das Turnier wird vom Europäischen Softballverband ESF (European Softball Federation) ausgetragen. Die offizielle Bezeichnung des Turniers lautet European Softball Women Division A Championship.
Das Turnier wird für gewöhnlich alle zwei Jahre ausgetragen und wurde bis einschließlich 2009 von etwa 10 Teilnehmern bestritten. Zur Softball-Europameisterschaft 2011 werden erstmals alle Gruppenspiele örtlich zentriert in einem großen Turnier ausgetragen, so dass mehr als 20 Nationen teilnehmen werden. 
Rekordsieger der Softball-Europameisterschaften ist das Team Italiens, aktueller Titelträger sind die Niederlande.

## Alle Turniere im Überblick
| Jahr | Gastgeber             |               | Finalisten         | Finalisten     |                | Halbfinalisten | Halbfinalisten |
| Jahr | Gastgeber             | Europameister | Vize-Europameister | Dritter Platz  | Vierter Platz  |                |                |
| 1979 | Rovereto              | Niederlande   | Italien            | Belgien        | Schweden       |                |                |
| 1981 | Haarlem               | Niederlande   | Italien            | Schweden       | Belgien        |                |                |
| 1983 | Parma                 | Niederlande   | Italien            | Belgien        | San Marino     |                |                |
| 1984 | Antwerpen             | Niederlande   | Italien            | Belgien        | Schweden       |                |                |
| 1986 | Antwerpen             | Italien       | Niederlande        | Belgien        | Dänemark       |                |                |
| 1988 | Hørsholm              | Niederlande   | Italien            | Schweden       | Belgien        |                |                |
| 1990 | Genua                 | Niederlande   | Belgien            | Italien        | Tschechien     |                |                |
| 1992 | Bussum                | Italien       | Niederlande        | Tschechien     | Dänemark       |                |                |
| 1995 | Settimo Torinese      | Italien       | Niederlande        | Tschechien     | Belgien        |                |                |
| 1997 | Prag                  | Italien       | Niederlande        | Tschechien     | Dänemark       |                |                |
| 1999 | Antwerpen             | Italien       | Tschechien         | Russland       | Niederlande    |                |                |
| 2001 | Prag                  | Italien       | Tschechien         | Niederlande    | Russland       |                |                |
| 2003 | Saronno               | Italien       | Russland           | Niederlande    | Tschechien     |                |                |
| 2005 | Prag                  | Italien       | Griechenland       | Niederlande    | Großbritannien |                |                |
| 2007 | Amsterdam             | Italien       | Niederlande        | Russland       | Tschechien     |                |                |
| 2009 | Valencia              | Niederlande   | Großbritannien     | Tschechien     | Russland       |                |                |
| 2011 | Ronchi dei Legionari  | Niederlande   | Italien            | Großbritannien | Tschechien     |                |                |
| 2013 | Prag                  | Niederlande   | Italien            | Tschechien     | Russland       |                |                |
| 2015 | Rosmalen              | Italien       | Niederlande        | Tschechien     | Russland       |                |                |
| 2017 | Bollate               | Niederlande   | Italien            | Großbritannien | Tschechien     |                |                |
| 2019 | Ostrava               | Italien       | Niederlande        | Großbritannien | Tschechien     |                |                |
| 2021 | Friuli Venezia Giulia | Italien       | Niederlande        | Tschechien     | Israel         |                |                |
| 2022 | Saint Boi             | Niederlande   | Großbritannien     | Italien        | Tschechien     |                |                |

## Medaillenspiegel
| Rang | Land           | Gold | Silber | Bronze | Gesamt |
| ---- | -------------- | ---- | ------ | ------ | ------ |
| 1    | Italien        | 12   | 8      | 1      | 21     |
| 2    | Niederlande    | 10   | 8      | 3      | 21     |
| 3    | Tschechien     | 0    | 2      | 7      | 9      |
| 4    | Belgien        | 0    | 1      | 4      | 5      |
| 5    | Großbritannien | 0    | 1      | 3      | 4      |
| 6    | Russland       | 0    | 1      | 2      | 3      |
| 7    | Griechenland   | 0    | 1      | 0      | 1      |
| 8    | Schweden       | 0    | 0      | 2      | 2      |